# Merel de Blaey
Merel de Blaey (La Haya, 2 de diciembre de 1986) es una exjugadora neerlandesa de hockey sobre césped.

## Trayectoria
de Blaey tuvo su primera participación olímpica en Londres 2012. En el torneo derrotó a Nueva Zelanda en semifinales, a Argentina en la final y obtuvo la medalla de oro.